# Rain Dogs
《Rain Dogs》는 1985년 9월 30일, 아일랜드 레코드에서 발매된 미국의 싱어송라이터 톰 웨이츠의 아홉 번째 스튜디오 음반이다. 뉴욕의 "도시 유배"에 관한 느슨한 컨셉의 음반인 《Rain Dogs》는 일반적으로 《Swordfishtrombones》와 《Franks Wild Years》를 포함한 3부작의 중간 음반으로 여겨진다.
기타리스트 키스 리처즈와 마크 리봇의 참여를 포함한 이 음반은 2002년 《롤링 스톤》의 리뷰에서 아리온 버거에 의해 "아웃사이더는 쿠르트 바일을 통해 사회주의 퇴폐에 영향을 미치고, 오래된 지저분한 블루스로부터 전제된 록의 진실성, 뉴올리언스 장례식의 엘레지아적 우울함, 독특하고 독특한 미국 스타일로의 합병"이라고 묘사된 광범위한 음악 스타일과 장르로 유명하다.
이 음반은 영국 차트에서 29위, 미국 빌보드 200에서 188위로 정점을 찍었다. 1989년, 이 음반은 《롤링 스톤》의 "1980년대 가장 위대한 음반 100장" 목록에서 21위에 올랐다. 2012년, 이 음반은 잡지의 "역사상 가장 위대한 음반 500장"에서 399위에 올랐고, 2020년에는 357위에 올랐다.

## 커버 아트
커버 속 남자는 웨이츠와 매우 흡사하다는 평이 있지만, 이 사진은 사실 1960년대 말 스웨덴의 사진작가 안데르스 페테르센이 리퍼반(함부르크 홍등가 근처의 카페)에서 찍은 시리즈 중 하나이다. 커버에 묘사된 남자와 여자는 로즈와 릴리라고 불린다.

## 반응
| 전문가 평가                   | 전문가 평가 |
| 평가 점수                     | 평가 점수   |
| 출처                          | 점수        |
| ----------------------------- | ----------- |
| AllMusic                      | [ 7 ]       |
| Chicago Sun-Times             | [ 8 ]       |
| Encyclopedia of Popular Music | [ 9 ]       |
| Mojo                          | [ 10 ]      |
| Q                             | [ 11 ]      |
| Rolling Stone                 | [ 12 ]      |
| The Rolling Stone Album Guide | [ 13 ]      |
| Select                        | 5/5         |
| Uncut                         | [ 15 ]      |
| The Village Voice             | B+          |

이 음반은 웨이츠의 경력에서 특히 1983년의 《Swordfishtrombones》 이후 그가 맡았던 새로운 방향에 대해 음악적으로나 비판적으로 가장 중요한 것 중 하나로 주목되어 왔다. 올뮤직 비평가 윌리엄 룰만은 "《Rain Dogs》는 《Swordfishtrombones》가 그랬던 것처럼 놀랄 수 없다"고 썼다. 그럼에도 불구하고, 룰만은 "음악의 대부분이 이전 음반과 일치하고, 《Rain Dogs》가 웨이츠의 더 나은 음반 중 하나라는 자격을 얻기에 충분할 만큼 많이 있다"고 말했다.
《롤링 스톤》에 대한 1985년 리뷰에서 앤서니 데커티스는 "《Rain Dogs》는 술집과 뒷골목 웨이트들이 전에 너무 자주 방문했던 곳들을 돌아다니는 것을 고집한다"고 쓰면서 이 음반에 엇갈린 평가를 내렸다. 하지만, 2002년에 더 최근의 리뷰에서, 《롤링 스톤》 비평가 아리온 버거가 이 음악을 "무섭고 위협적으로 아름답다"고 묘사하면서 이 음반을 칭찬했다. 버거는 또한 "이것은 기발한 팝에 가까운 악기이고, 웨이츠의 그렇게 화려하지는 않지만 놀라울 정도로 유연한 보컬을 앞쪽으로 밀어내는데, 그의 독특한 기괴한 깃발과 그의 큰 마음 그리고 낭만적인 낙천주의가 찬란하게 휘날린다"고 말했다.

## 곡 목록
모든 곡들은 특별한 언급이 없는 한 톰 웨이츠에 의해 작사/작곡하였다.
| #  | 제목                        | 작사·작곡             | 재생 시간 |
| -- | --------------------------- | --------------------- | --------- |
| 1. | 〈Singapore〉               |                       | 2:46      |
| 2. | 〈Clap Hands〉              |                       | 3:46      |
| 3. | 〈Cemetery Polka〉          |                       | 1:51      |
| 4. | 〈Jockey Full of Bourbon〉  |                       | 2:45      |
| 5. | 〈Tango Till They're Sore〉 |                       | 2:49      |
| 6. | 〈Big Black Mariah〉        |                       | 2:44      |
| 7. | 〈Diamonds & Gold〉         |                       | 2:31      |
| 8. | 〈Hang Down Your Head〉     | 캐슬린 브레넌, 웨이츠 | 2:32      |
| 9. | 〈Time〉                    |                       | 3:55      |

| #   | 제목                         | 재생 시간 |
| --- | ---------------------------- | --------- |
| 10. | 〈Rain Dogs〉                | 2:56      |
| 11. | 〈Midtown (기악)〉           | 1:00      |
| 12. | 〈9th & Hennepin〉           | 1:58      |
| 13. | 〈Gun Street Girl〉          | 4:37      |
| 14. | 〈Union Square〉             | 2:24      |
| 15. | 〈Blind Love〉               | 4:18      |
| 16. | 〈Walking Spanish〉          | 3:05      |
| 17. | 〈Downtown Train〉           | 3:53      |
| 18. | 〈Bride of Rain Dog (기악)〉 | 1:07      |
| 19. | 〈Anywhere I Lay My Head〉   | 2:48      |

## 인증
| 국가                       | 인증 | 판매량/출하량 |
| -------------------------- | ---- | ------------- |
| 캐나다 (뮤직 캐나다)       | 골드 | 50,000^       |
| 영국 (BPI)                 | 골드 | 100,000^      |
| 미국 (RIAA)                | 골드 | 500,000^      |
| ^출하량을 기반으로 한 인증 |      |               |